# 山形市立高瀬小学校
山形市立高瀬小学校（やまがたしりつたかせしょうがっこう、Yamagata Civic Takase Elementary school）は山形県山形市にある公立小学校。

## 概要
- 大森山の麓にある高瀬地区に高瀬小学校がある。

## 所在地
- 山形県山形市大字上東山1264番地

## 沿革
- 1900年（明治33年）- 開校[1]
- 1941年（昭和16年）4月 - 高瀬村立高瀬国民学校に改称
- 1947年（昭和22年）4月 - 高瀬村立高瀬小学校に改称
- 1954年（昭和29年）10月 - 現在の山形市立高瀬小学校に改称
- 2003年（平成15年）3月 - 合の原分校閉校

## 学区
- 大森、切畑、こも石、高沢、中里、上東山、下東山、立谷川1丁目地区

## 児童数
| 年度 | 男子 | 女子 | 計  |
| ---- | ---- | ---- | --- |
| 2010 | 98   | 98   | 196 |
| 2009 | 106  | 96   | 202 |
| 2008 | 109  | 97   | 206 |
| 2007 | 111  | 94   | 205 |
| 2006 | 114  | 97   | 211 |
| 2005 | 120  | 105  | 225 |
| 2004 | 123  | 110  | 233 |
| 2003 | 118  | 115  | 233 |
| 2002 | 119  | 120  | 239 |

## 卒業後
- 高楯中学校へ進学する。